# سینه‌سرخ کوهی
سینه‌سرخ کوهی (نام علمی: Petroica bivittata) نام یک گونه از سرده سینه‌سرخ‌های سنگ‌نشین است.